# Édouard-Alfred Martel
Édouard-Alfred Martel (Pontoise, 1º luglio 1859 – Montbrison, 3 giugno 1938) è stato uno speleologo, geografo e cartografo francese,  è considerato il padre della speleologia moderna e dell'idrologia sotterranea..

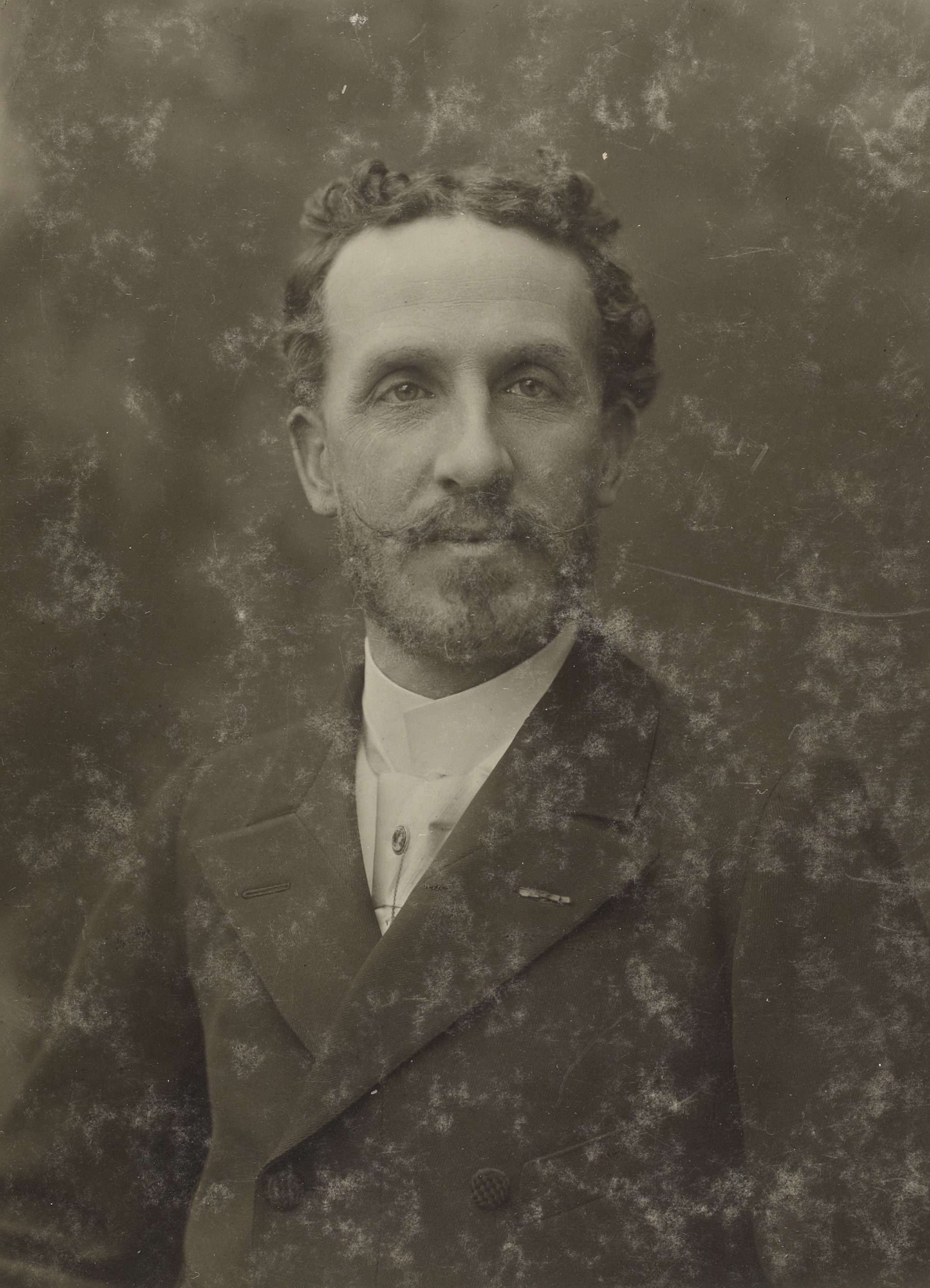
Martel in una foto di Nadar

Era stato il primo a considerare la speleologia come ramo della geografia fisica.
Aveva esplorato molte regioni carsiche d'Europa.
Aveva studiato al Liceo Condorcet a Parigi, nel 1895 aveva fondato la Société de Spéléologie (Società di speleologia) che era la prima organizzazione del genere in Europa. Dall'anno della fondazione fino al 1900 la società aveva pubblicato un periodico intitolato Spelunca. La società si sciolse nel 1914 all'inizio della prima guerra mondiale.

## Dediche
A Martel è intitolato il museo paleontologico e speleologico di Carbonia.

## Opere principali
- (FR) La Spéléologie, ou science des cavernes, Chartres, 1900.
- (FR)  La Photographie souterraine, Parigi, 1903
- (FR)  La spéléologie au XXe siècle, revue et bibliographie des recherches souterraines de 1901 à 1905, Parigi, 1905
- (FR)  L'évolution souterraine, Paris, 1908
- (FR) Le Nouveau traité des eaux souterraines, Parigi, 1922